# Балімовка
Балі́мовка (рос. Балимовка) — присілок у складі Бузулуцького району Оренбурзької області, Росія.

## Населення
Населення — 10 осіб (2010; 20 у 2002).
Національний склад (станом на 2002 рік):
- росіяни — 95 %